# Модра-над-Цирохоу
Модра-над-Цирохоу (словац. Modra nad Cirochou) — село и одноимённая община в районе Гуменне Прешовского края Словакии. Расположен в северо-восточной части Словакии на северных склонах Вигорлату в долине Цирохи.

## История
Впервые упоминается в 1451 году.
В селе есть римо-католический костел с 1764 года построенный в стиле барокко, после пожара в 1807 году обновлен, перестроен в 1940–1942 годах.

## Население
| Год:                | 1994 | 2004    | 2014    | 2024    |
| ------------------- | ---- | ------- | ------- | ------- |
| Количество человек: | 1093 | 1030    | 1007    | 949     |
| Разница:            |      | −5,76 % | −2,23 % | −5,75 % |

Национальный состав населения (по данным последней переписи населения 2001 года):
- словаки — 99,43 %,
- русины — 0,19 %,
- венгры — 0,19 %,
- чехи — 0,19 %.

Состав населения по принадлежности к религии состоянию на 2001 год:
- римо-католики — 99,24 %,
- греко-католики — 0,48 %,
- не считают себя верующими или не принадлежат к одной вышеупомянутой конфессии — 0,29 %.